# 摂津晴門
摂津 晴門（せっつ はるかど）は、戦国時代の武士。足利将軍家の家臣。政所執事。

## 出自
摂津氏はもともと中原氏（公家出身の武家）といい、鎌倉幕府の時代からその崩壊後、さらに南北朝時代を経て室町幕府の運営にも参画していた武門の名家である。摂津守に代々の多くが叙任されていたことにより、周りから摂津家と称されるようになって、名字を自らも摂津と定めたとされる。
先祖には摂津満親や摂津政親など室町幕府の重臣として活躍した人物がいた。

## 生涯
足利義晴の内談衆の一人であった摂津元造（元親）の子として誕生。12代将軍・足利義晴より偏諱を受け晴直（はるなお）、のち晴門を名乗る。義晴の子である13代将軍・足利義輝と15代将軍・足利義昭の兄弟に家臣として仕える。義晴の時代である享禄元年（1528年）に従五位下中務大輔に任ぜられている（『歴名土代』）。
父である元造の養女であった春日局（日野晴光室）は13代将軍・足利義輝の乳母を務めたため、晴門は義輝にとっては義理の伯父にあたる。父の元造は足利義晴の死去時に出家（直前に摂津氏としては異例の従三位に叙せられた）した後も官途奉行・地方頭人・神宮方頭人を務めており、晴門がこれを補佐していたが、永禄5年（1562年）頃に元造が死去すると、これらの地位を晴門が継いだ。同年、松永久秀によって伊勢貞孝・貞良親子が討たれるという事件がおこる。貞良の幼少の息子伊勢貞為・伊勢貞興の兄弟は若狭の武田義統の庇護を求め北陸へ落ち延びた。
永禄7年（1564年）には敵対していた伊勢氏に代わって、新たな政所執事として起用された。政所執事には当初は京極氏や二階堂氏も任じられていたが、その後長くほぼ伊勢氏が独占していた職であったが、義輝に近く、官途奉行や地方頭人・神宮方頭人を歴任したために三好氏や京都の要人との人脈を持っていた晴門が、その代わりに相応しいと考えられたとみられている。
だが、その翌年には永禄の変が起こり、二条御所にて義輝以下数十名の家臣が殺害された。また、この永禄の変で晴門の嫡子であった13歳の糸千代丸も死亡している。変後もなお、摂津氏が世襲していた官途奉行などの地位は安堵されていたとみられているが、三好氏らが推す次期将軍候補であった足利義栄が伊勢貞為（貞孝の孫）の出仕を認めた事に晴門は反発し、永禄9年（1566年）5月以降京都を離れた。
永禄11年（1568年）2月の足利義栄への将軍宣下に際してはこの式への出席を拒み、一方で同月に行われた義輝の弟である足利義昭の元服の奉行を務めていることから、この時には義昭に従っていたとみられる。
永禄11年（1568年）10月、織田信長と浅井長政の上洛軍に警護されて上洛した足利義昭が、将軍に就任した。兄の義輝と同じように、義昭も再び晴門を政所執事として起用した。
その後、元亀2年（1571年）1月まで室町幕府の政所執事として活動の記録がある（『言継卿記』元亀2年1月25日条）。
同年2月に神宮方頭人を兼ねていた晴門が藤波康忠に相談なく伊勢神宮の禰宜職に関する武家執奏を行ったとして、義昭の怒りを買って逼塞を命じられ（伊勢神宮禰宜職相論）、同年11月には伊勢貞興（貞為の弟・当年8歳）が政所執事に任じられたが、幼少のため織田信長が政所執事代行となる（実務は織田家家臣が行った）。
翌元亀3年（1572年）には足利義昭から朝廷への使者を務めていたことが確認されている（『お湯殿の上の日記』元亀3年8月6日条）が、それが記録上の最後の記録となり、間もなく死去したか引退したとみられている。
木下聡によれば、摂津晴門の生没年は不詳であるが、享禄元年に従五位下に叙せられている事から、永正年間前半（1500年代後半）生まれで、元亀年間には60代になっていたと推測している。永禄の変で殺害された糸千代丸以外の子は確認されず、摂津氏の嫡流は断絶し、父の元造（元親）の甥（海老名頼雄の子か）とみられる摂津刑部大輔が大友氏の家臣になったことが知られるが、こちらの消息も不明となっている。

## 関連作品
- 麒麟がくる（2020年、NHK大河ドラマ、演：片岡鶴太郎）